# Sint Philipsland (Insel)

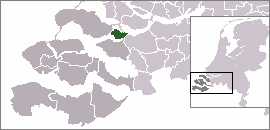
Lage der Halbinsel Sint Philipsland

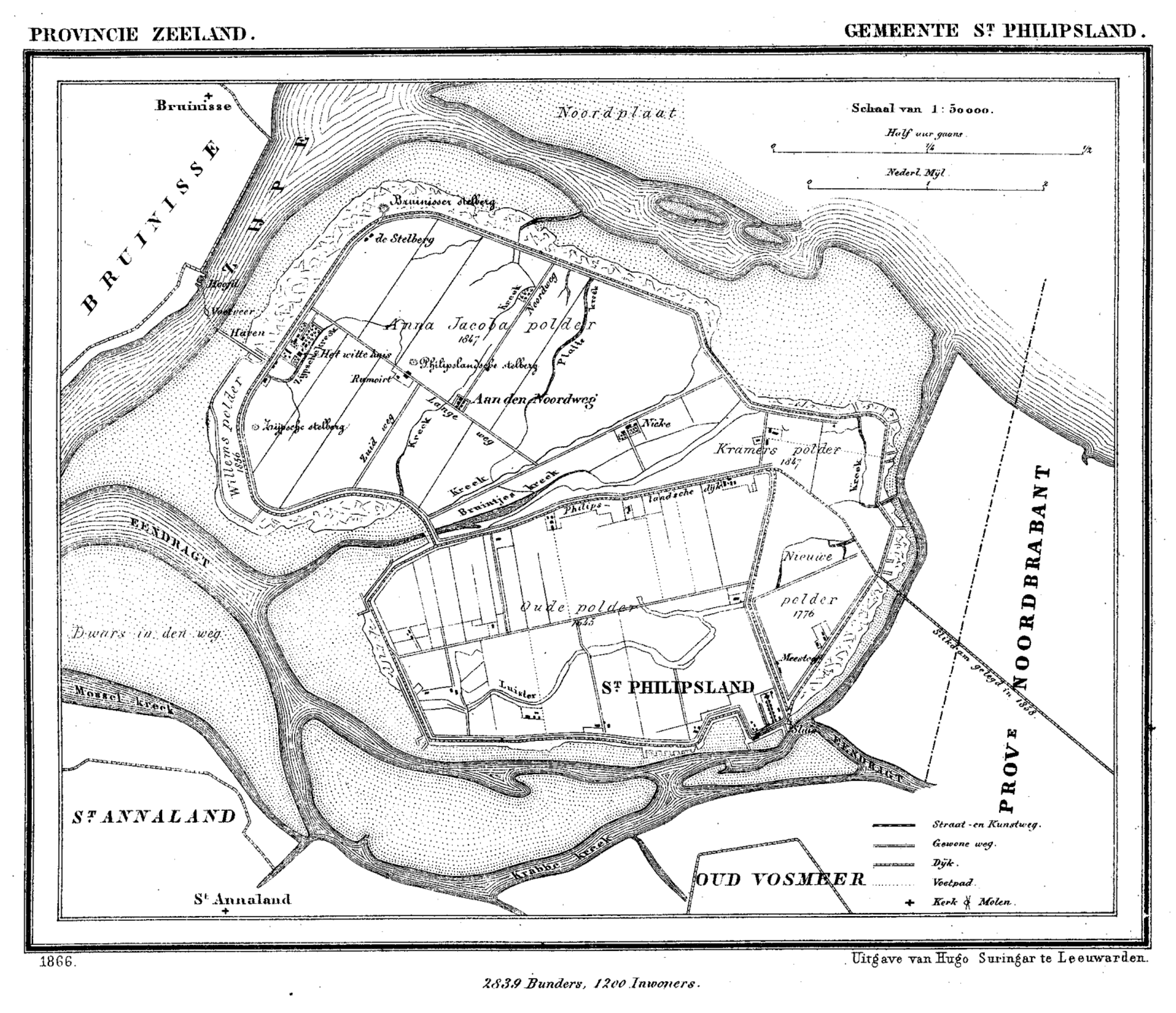
Sint Philipsland auf einer Karte von 1866

Sint Philipsland ist eine Halbinsel in der Provinz Zeeland im Südwesten der Niederlande.
Bis 1973 war Sint Philipsland eine eigene Insel, seitdem ist sie durch den Krabbenkreekdam mit Tholen zu einer größeren Insel verbunden. Beide zusammen bilden seit 1995 die Gemeinde Tholen. Vorher war das aus den beiden Dörfern Sint-Philipsland und Anna Jacobapolder bestehende Sint Philipsland eine eigenständige Gemeinde mit etwa 25 km² Landfläche.
Der erste Deich wurde 1487 auf Anregung von Anna von Burgund gebaut, der unehelichen Tochter Philipps von Burgund, die mit dem Generalstatthalter Adolf von Kleve verheiratet war. Vermutlich zu Ehren ihres Vaters nannte sie die neue Eindeichung Sint Phlipsland, die dort erbaute Kirche wurde dem Apostel Philippus geweiht.
Im 16. Jahrhundert gab es mehrere große Sturmfluten. Während der Allerheiligenflut 1530 wurde die Insel überspült, 20 Menschen ertranken. Obwohl die Deiche 1531 schon wiederhergestellt waren, wurde die Insel bei der Allerheiligenflut 1532 erneut überflutet, so dass die Polder vorübergehend wieder aufgegeben wurden.
1644 wurde Jacob Baerland aus Antwerpen und anderen Männern von der Regierung von Seeland ein Patent zur erneuten Eindeichung von Sint Philipsland erteilt, die bis 1645 erfolgte. Später kamen der Henriëttepolder (1776), der Anna Jacoba- und der Kramerpolder (beide 1847), der Willemspolder (1859) und der Abraham Wissepolder (1935) hinzu.
Sint Philipsland ist seit dem Jahr 1884 durch den Slaakdam mit dem Festland von Nordbrabant verbunden, Richtung Norden ist sie seit 1988 über den Philipsdam und den Grevelingendam verbunden mit Goeree-Overflakkee und Schouwen-Duiveland.